# Murów
Murów (in tedesco Murow) è un comune rurale polacco del distretto di Opole, nel voivodato di Opole.
Ricopre una superficie di 159,7 km² e nel 2004 contava 6 013 abitanti.
Il tedesco è riconosciuto e tutelato nel comune come lingua della minoranza.